# Georges Redon

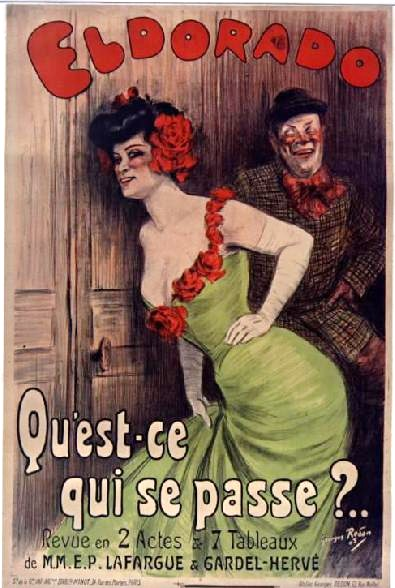
Eldorado Qu'est-ce qui se passe ?, 1905

Georges Redon (Parigi, 16 novembre 1869 – Parigi, 22 gennaio 1943) è stato un pittore e illustratore francese.

## Biografia
Georges Redon nel 1893 iniziò a disegnare per giornali di attualità e umoristici. Collaborando inoltre con L'Illustration e Le Rire. 
Dal 1897 realizzò manifesti pubblicitari in stile Art Nouveau e aprì a questo scopo il suo laboratorio litografico al numero 80 di rue Caulaincourt a Parigi. 
Le incisioni e i dipinti di Redon furono esposti regolarmente: al Salon des artistes français, alla Société nationale des beaux-arts e nel 1900 dipinse l'opera Le serate dell'Esposizione universale di Parigi.
Nel 1939, fu nominato cavaliere della Legion d'Onore.